# ليليان مايلز
ليليان مايلز (بالإنجليزية: Lillian Miles)‏ هي ممثلة أمريكية، ولدت في 1907 في أوسكلوسا في الولايات المتحدة، وتوفيت في 1972 في يوككا فالي في الولايات المتحدة.

## وصلات خارجية
- ليليان مايلز على موقع IMDb (الإنجليزية)
- ليليان مايلز على موقع ميوزك برينز (الإنجليزية)
- ليليان مايلز على موقع قاعدة بيانات الفيلم (الإنجليزية)